# فرودگاه پمبا، تانزانیا
فرودگاه پمبا، تانزانیا (به انگلیسی: Pemba Airport (Tanzania)) (به زبان بومی: Wawi Airport) یک فرودگاه غیرنظامی با کد یاتا PMA است که یک باند فرود آسفالت دارد و طول باند آن ۱۵۲۵ متر است. این فرودگاه در کشور تانزانیا قرار دارد و در ارتفاع ۲۴ متری از سطح دریا واقع شده‌است.

## شرکت‌های هواپیمایی و مقصدهای پروازی
| شرکت‌های هواپیمایی | مقصدهای پروازی                           |
| ----------------- | ---------------------------------------- |
| As Salaam Air     | تانگا، زنگبار                            |
| Auric Air         | ژولیوس نیرر، زنگبار، تانگا، موانزا       |
| تانزان‌ایر         | آروشا، ژولیوس نیرر، Kilwa، تانگا، زنگبار |
| پرسیشن ایر        | زنگبار                                   |
| تروپیکال ایر      | زنگبار                                   |
| زن‌ایر             | آروشا، ژولیوس نیرر، زنگبار               |